# Missouri Pacific Railroad
Missouri Pacific Railroad (kratica MoPac; AAR oznaka MP) je bilo eno najstarejših železniških podjetij na območju zahodno od reke Mississippi. 
Podjetje je bilo ustanovljeno leta 1849. Leta 1982 se je združilo s podjetjem Union Pacific in prenehalo obstajati. 
Ob prevzemu podjetja je MoPac imel okoli 13.762 km (11.469 milj) železniške proge v 10 ameriških zveznih državah (Arkansas, Kolorado, Illinois, Kansas, Louisiana, Mississippi, Missouri, Nebraska, Oklahoma in Teksas); podjetje je prav tako imelo več kot 1.500 dizelskih lokomotiv in bilo pionir na uvajanju računalniško vodene železniške tehnologije.